# WTA-seizoen 2008
Het WTA-seizoen in 2008 omvatte 59 tennistoernooien.
De toernooien vonden buiten plaats tenzij anders aangegeven: (i) = binnen (indoor).

## Enkelspel
| Week van   | Plaats          | Cat.     | ($)        | Ondergrond    | Winnares                | Verliezend finaliste        | Uitslag       |         |
| ---------- | --------------- | -------- | ---------- | ------------- | ----------------------- | --------------------------- | ------------- | ------- |
| 2007-12-31 | Gold Coast      | Tier III | 175.000    | hardcourt     | Li Na                   | Viktoryja Azarenka          | 4-6, 6-3, 6-4 | details |
| 2007-12-31 | Auckland        | Tier IV  | 145.000    | hardcourt     | Lindsay Davenport       | Aravane Rezaï               | 6-2, 6-2      | details |
| 2008-01-07 | Sydney          | Tier II  | 600.000    | hardcourt     | Justine Henin           | Svetlana Koeznetsova        | 4-6, 6-2, 6-4 | details |
| 2008-01-07 | Hobart          | Tier IV  | 170.000    | hardcourt     | Eléni Daniilídou        | Vera Zvonarjova             | walk-over     | details |
| 2008-01-14 | Australian Open | G.S.     | 8.000.000  | hardcourt     | Maria Sjarapova         | Ana Ivanović                | 7-5, 6-3      | details |
| 2008-02-04 | Parijs          | Tier II  | 600.000    | tapijt (i)    | Anna Tsjakvetadze       | Ágnes Szávay                | 6-3, 2-6, 6-2 | details |
| 2008-02-04 | Pattaya         | Tier IV  | 170.000    | hardcourt     | Agnieszka Radwańska     | Jill Craybas                | 6-2, 1-6, 7-6 | details |
| 2008-02-11 | Antwerpen       | Tier II  | 600.000    | tapijt (i)    | Justine Henin           | Karin Knapp                 | 6-3, 6-3      | details |
| 2008-02-11 | Viña del Mar    | Tier III | 200.000    | gravel        | Flavia Pennetta         | Klára Zakopalová            | 6-4, 5-4 opg. | details |
| 2008-02-18 | Doha            | Tier I   | 2.500.000  | hardcourt     | Maria Sjarapova         | Vera Zvonarjova             | 6-1, 2-6, 6-0 | details |
| 2008-02-18 | Bogota          | Tier III | 185.000    | gravel        | Nuria Llagostera        | María Emilia Salerni        | 6-0, 6-4      | details |
| 2008-02-25 | Dubai           | Tier II  | 1.500.000  | hardcourt     | Jelena Dementjeva       | Svetlana Koeznetsova        | 4-6, 6-3, 6-2 | details |
| 2008-02-25 | Acapulco        | Tier III | 180.000    | gravel        | Flavia Pennetta         | Alizé Cornet                | 6-0, 4-6, 6-1 | details |
| 2008-02-25 | Memphis         | Tier III | 175.000    | hardcourt (i) | Lindsay Davenport       | Volha Havartsova            | 6-2, 6-1      | details |
| 2008-03-03 | Bangalore       | Tier II  | 600.000    | hardcourt     | Serena Williams         | Patty Schnyder              | 7-5, 6-3      | details |
| 2008-03-10 | Indian Wells    | Tier I   | 2.100.000  | hardcourt     | Ana Ivanović            | Svetlana Koeznetsova        | 6-4, 6-3      | details |
| 2008-03-24 | Miami           | Tier I   | 3.770.000  | hardcourt     | Serena Williams         | Jelena Janković             | 6-1, 5-7, 6-3 | details |
| 2008-04-07 | Amelia Island   | Tier II  | 600.000    | gravel        | Maria Sjarapova         | Dominika Cibulková          | 7-6, 6-3      | details |
| 2008-04-14 | Charleston      | Tier I   | 1.340.000  | gravel        | Serena Williams         | Vera Zvonarjova             | 6-4, 3-6, 6-3 | details |
| 2008-04-14 | Estoril         | Tier IV  | 145.000    | gravel        | Maria Kirilenko         | Iveta Benešová              | 6-4, 6-2      | details |
| 2008-04-28 | Fez             | Tier IV  | 145.000    | gravel        | Gisela Dulko            | Anabel Medina Garrigues     | 7-6, 7-6      | details |
| 2008-04-28 | Praag           | Tier IV  | 145.000    | gravel        | Vera Zvonarjova         | Viktoryja Azarenka          | 7-6, 6-2      | details |
| 2008-05-05 | Berlijn         | Tier I   | 1.340.000  | gravel        | Dinara Safina           | Jelena Dementjeva           | 3-6, 6-2, 6-2 | details |
| 2008-05-12 | Rome            | Tier I   | 1.340.000  | gravel        | Jelena Janković         | Alizé Cornet                | 6-2, 6-2      | details |
| 2008-05-19 | Istanbul        | Tier III | 200.000    | gravel        | Agnieszka Radwańska     | Jelena Dementjeva           | 6-3, 6-2      | details |
| 2008-05-19 | Straatsburg     | Tier III | 175.000    | gravel        | Anabel Medina Garrigues | Katarina Srebotnik          | 4-6, 7-6, 6-0 | details |
| 2008-05-26 | Roland Garros   | G.S.     | 9.711.335  | gravel        | Ana Ivanović            | Dinara Safina               | 6-4, 6-3      | details |
| 2008-06-09 | Birmingham      | Tier III | 200.000    | gras          | Kateryna Bondarenko     | Yanina Wickmayer            | 7-6, 3-6, 7-6 | details |
| 2008-06-09 | Barcelona       | Tier IV  | 145.000    | gravel        | Maria Kirilenko         | María José Martínez Sánchez | 6-0, 6-2      | details |
| 2008-06-16 | Eastbourne      | Tier II  | 600.000    | gras          | Agnieszka Radwańska     | Nadja Petrova               | 6-4, 6-7, 6-4 | details |
| 2008-06-16 | Rosmalen        | Tier III | 175.000    | gras          | Tamarine Tanasugarn     | Dinara Safina               | 7-5, 6-3      | details |
| 2008-06-23 | Wimbledon       | G.S.     | 10.524.070 | gras          | Venus Williams          | Serena Williams             | 7-5, 6-4      | details |
| 2008-07-07 | Boedapest       | Tier III | 175.000    | gravel        | Alizé Cornet            | Andreja Klepač              | 7-6, 6-3      | details |
| 2008-07-07 | Palermo         | Tier IV  | 145.000    | gravel        | Sara Errani             | Marija Koryttseva           | 6-2, 6-3      | details |
| 2008-07-14 | Stanford        | Tier II  | 600.000    | hardcourt     | Aleksandra Wozniak      | Marion Bartoli              | 7-5, 6-3      | details |
| 2008-07-14 | Bad Gastein     | Tier III | 175.000    | gravel        | Pauline Parmentier      | Lucie Hradecká              | 6-4, 6-4      | details |
| 2008-07-21 | Los Angeles     | Tier II  | 600.000    | hardcourt     | Dinara Safina           | Flavia Pennetta             | 6-4, 6-2      | details |
| 2008-07-21 | Portorož        | Tier IV  | 145.000    | hardcourt     | Sara Errani             | Anabel Medina Garrigues     | 6-3, 6-3      | details |
| 2008-07-28 | Montréal        | Tier I   | 1.340.000  | hardcourt     | Dinara Safina           | Dominika Cibulková          | 6-2, 6-1      | details |
| 2008-07-28 | Stockholm       | Tier IV  | 145.000    | hardcourt     | Caroline Wozniacki      | Vera Doesjevina             | 6-0, 6-2      | details |
| 2008-08-10 | Peking          | O.S.     | 0          | hardcourt     | Jelena Dementjeva       | Dinara Safina               | 3-6, 7-5, 6-3 | details |
| 2008-08-11 | Cincinnati      | Tier III | 175.000    | hardcourt     | Nadja Petrova           | Nathalie Dechy              | 6-2, 6-2      | details |
| 2008-08-18 | New Haven       | Tier II  | 600.000    | hardcourt     | Caroline Wozniacki      | Anna Tsjakvetadze           | 3-6, 6-4, 6-1 | details |
| 2008-08-18 | Forest Hills    | Tier IV  | 74.800     | hardcourt     | Lucie Šafářová          | Peng Shuai                  | 6-4, 6-2      | details |
| 2008-08-25 | US Open         | G.S.     | 9.350.000  | hardcourt     | Serena Williams         | Jelena Janković             | 6-4, 7-5      | details |
| 2008-09-08 | Bali            | Tier III | 225.000    | hardcourt     | Patty Schnyder          | Tamira Paszek               | 6-3, 6-0      | details |
| 2008-09-15 | Tokio           | Tier I   | 1.340.000  | tapijt (i)    | Dinara Safina           | Svetlana Koeznetsova        | 6-1, 6-3      | details |
| 2008-09-15 | Guangzhou       | Tier III | 175.000    | hardcourt     | Vera Zvonarjova         | Peng Shuai                  | 6-7, 6-0, 6-2 | details |
| 2008-09-22 | Peking          | Tier II  | 600.000    | hardcourt     | Jelena Janković         | Svetlana Koeznetsova        | 6-3, 6-2      | details |
| 2008-09-22 | Seoel           | Tier IV  | 145.000    | hardcourt     | Maria Kirilenko         | Samantha Stosur             | 2-6, 6-1, 6-4 | details |
| 2008-09-29 | Stuttgart       | Tier II  | 650.000    | hardcourt (i) | Jelena Janković         | Nadja Petrova               | 6-4, 6-3      | details |
| 2008-09-29 | Japan           | Tier III | 175.000    | hardcourt     | Caroline Wozniacki      | Kaia Kanepi                 | 6-2, 3-6, 6-1 | details |
| 2008-09-29 | Tasjkent        | Tier IV  | 145.000    | hardcourt     | Sorana Cîrstea          | Sabine Lisicki              | 2-6, 6-4, 7-6 | details |
| 2008-10-06 | Moskou          | Tier I   | 1.340.000  | tapijt (i)    | Jelena Janković         | Vera Zvonarjova             | 6-2, 6-4      | details |
| 2008-10-13 | Zürich          | Tier II  | 600.000    | hardcourt (i) | Venus Williams          | Flavia Pennetta             | 7-6, 6-2      | details |
| 2008-10-20 | Linz            | Tier II  | 600.000    | hardcourt (i) | Ana Ivanović            | Vera Zvonarjova             | 6-2, 6-1      | details |
| 2008-10-20 | Luxemburg       | Tier III | 225.000    | hardcourt (i) | Jelena Dementjeva       | Caroline Wozniacki          | 2-6, 6-4, 7-6 | details |
| 2008-10-27 | Québec          | Tier III | 175.000    | hardcourt (i) | Nadja Petrova           | Bethanie Mattek             | 7-6, 6-4      | details |
| 2008-11-03 | Doha            | WTA      | 4.450.000  | hardcourt     | Venus Williams          | Vera Zvonarjova             | 6-7, 6-0, 6-2 | details |

Legenda: G.S. = grandslamtoernooi; O.S. = Olympische spelen.

## Vrouwendubbelspel
| Week van   | Plaats          | Cat.     | ($)        | Ondergrond    | Winnaressen                                        | Verliezend finalistes                              | Uitslag          |
| ---------- | --------------- | -------- | ---------- | ------------- | -------------------------------------------------- | -------------------------------------------------- | ---------------- |
| 2007-12-31 | Gold Coast      | Tier III | 175.000    | hardcourt     | Dinara Safina Ágnes Szávay                         | Yan Zi Zheng Jie                                   | 6-1, 6-2         |
| 2007-12-31 | Auckland        | Tier IV  | 145.000    | hardcourt     | Marija Koryttseva Lilia Osterloh                   | Martina Müller Barbora Záhlavová-Strýcová          | 6-3, 6-4         |
| 2008-01-07 | Sydney          | Tier II  | 600.000    | hardcourt     | Yan Zi Zheng Jie                                   | Tatjana Poetsjek Tetjana Perebyjnis                | 6-4, 7-6         |
| 2008-01-07 | Hobart          | Tier IV  | 170.000    | hardcourt     | Anabel Medina Garrigues Virginia Ruano Pascual     | Eléni Daniilídou Jasmin Wöhr                       | 6-2, 6-4         |
| 2008-01-14 | Australian Open | G.S.     | 8.000.000  | hardcourt     | Aljona Bondarenko Kateryna Bondarenko              | Viktoryja Azarenka Shahar Peer                     | 2-6, 6-1, 6-4    |
| 2008-02-04 | Parijs          | Tier II  | 600.000    | tapijt (i)    | Aljona Bondarenko Kateryna Bondarenko              | Eva Hrdinová Vladimíra Uhlířová                    | 6-1, 6-4         |
| 2008-02-04 | Pattaya         | Tier IV  | 170.000    | hardcourt     | Chan Yung-jan Chuang Chia-jung                     | Hsieh Su-wei Vania King                            | 6-4, 6-3         |
| 2008-02-11 | Antwerpen       | Tier II  | 600.000    | tapijt (i)    | Cara Black Liezel Huber                            | Květa Peschke Ai Sugiyama                          | 6-1, 6-3         |
| 2008-02-11 | Viña del Mar    | Tier III | 200.000    | gravel        | Līga Dekmeijere Alicja Rosolska                    | Marija Koryttseva Julia Schruff                    | 7-5, 6-3         |
| 2008-02-18 | Doha            | Tier I   | 2.500.000  | hardcourt     | Květa Peschke Rennae Stubbs                        | Cara Black Liezel Huber                            | 6-1, 5-7, 10-7   |
| 2008-02-18 | Bogota          | Tier III | 185.000    | gravel        | Iveta Benešová Bethanie Mattek                     | Jelena Kostanić-Tošić Martina Müller               | 6-3, 6-3         |
| 2008-02-25 | Dubai           | Tier II  | 1.500.000  | hardcourt     | Cara Black Liezel Huber                            | Yan Zi Zheng Jie                                   | 7-5, 6-2         |
| 2008-02-25 | Acapulco        | Tier III | 180.000    | gravel        | Nuria Llagostera Vives María José Martínez Sánchez | Iveta Benešová Petra Cetkovská                     | 6-2, 6-4         |
| 2008-02-25 | Memphis         | Tier III | 175.000    | hardcourt (i) | Lindsay Davenport Lisa Raymond                     | Angela Haynes Mashona Washington                   | 6-3, 6-1         |
| 2008-03-03 | Bangalore       | Tier II  | 600.000    | hardcourt     | Peng Shuai Sun Tiantian                            | Chan Yung-jan Chuang Chia-jung                     | 6-4, 5-7, 10-8   |
| 2008-03-10 | Indian Wells    | Tier I   | 2.100.000  | hardcourt     | Dinara Safina Jelena Vesnina                       | Yan Zi Zheng Jie                                   | 6-1, 1-6, 10-8   |
| 2008-03-24 | Miami           | Tier I   | 3.770.000  | hardcourt     | Katarina Srebotnik Ai Sugiyama                     | Cara Black Liezel Huber                            | 7-5, 4-6, 10-3   |
| 2008-04-07 | Amelia Island   | Tier II  | 600.000    | gravel        | Bethanie Mattek Vladimíra Uhlířová                 | Viktoryja Azarenka Jelena Vesnina                  | 6-3, 6-1         |
| 2008-04-14 | Charleston      | Tier I   | 1.340.000  | gravel        | Katarina Srebotnik Ai Sugiyama                     | Edina Gallovits Volha Havartsova                   | 6-2, 6-2         |
| 2008-04-14 | Estoril         | Tier IV  | 145.000    | gravel        | Maria Kirilenko Flavia Pennetta                    | Mervana Jugić-Salkić İpek Şenoğlu                  | 6-4, 6-4         |
| 2008-04-28 | Fez             | Tier IV  | 145.000    | gravel        | Sorana Cîrstea Anastasija Pavljoetsjenkova         | Alisa Klejbanova Jekaterina Makarova               | 6-2, 6-2         |
| 2008-04-28 | Praag           | Tier IV  | 145.000    | gravel        | Andrea Hlaváčková Lucie Hradecká                   | Jill Craybas Michaëlla Krajicek                    | 1-6, 6-3, 10-6   |
| 2008-05-05 | Berlijn         | Tier I   | 1.340.000  | gravel        | Cara Black Liezel Huber                            | Nuria Llagostera Vives María José Martínez Sánchez | 3-6, 6-2, [10-2] |
| 2008-05-12 | Rome            | Tier I   | 1.340.000  | gravel        | Chan Yung-jan Chuang Chia-jung                     | Iveta Benešová Janette Husárová                    | 7-6, 6-3         |
| 2008-05-19 | Istanbul        | Tier III | 200.000    | gravel        | Jill Craybas Volha Havartsova                      | Marina Erakovic Polona Hercog                      | 6-2, 6-1         |
| 2008-05-19 | Straatsburg     | Tier III | 175.000    | gravel        | Tetjana Perebyjnis Yan Zi                          | Chan Yung-jan Chuang Chia-jung                     | 6-4, 6-7, 10-6   |
| 2008-05-26 | Roland Garros   | G.S.     | 9.711.335  | gravel        | Anabel Medina Garrigues Virginia Ruano Pascual     | Casey Dellacqua Francesca Schiavone                | 2-6, 7-5, 6-4    |
| 2008-06-09 | Birmingham      | Tier III | 200.000    | gras          | Cara Black Liezel Huber                            | Séverine Brémond Virginia Ruano Pascual            | 6-2, 6-1         |
| 2008-06-09 | Barcelona       | Tier IV  | 145.000    | gravel        | Lourdes Domínguez Lino Arantxa Parra Santonja      | Nuria Llagostera Vives María José Martínez Sánchez | 4-6, 7-5, 10-4   |
| 2008-06-16 | Eastbourne      | Tier II  | 600.000    | gras          | Cara Black Liezel Huber                            | Květa Peschke Rennae Stubbs                        | 2-6, 6-0, 10-8   |
| 2008-06-16 | Rosmalen        | Tier III | 175.000    | gras          | Marina Erakovic Michaëlla Krajicek                 | Līga Dekmeijere Angelique Kerber                   | 6-3, 6-2         |
| 2008-06-23 | Wimbledon       | G.S.     | 10.524.070 | gras          | Venus Williams Serena Williams                     | Lisa Raymond Samantha Stosur                       | 6-2, 6-2         |
| 2008-07-07 | Boedapest       | Tier III | 175.000    | gravel        | Alizé Cornet Janette Husárová                      | Vanessa Henke Ioana Raluca Olaru                   | 6-7, 6-1, [10-6] |
| 2008-07-07 | Palermo         | Tier IV  | 145.000    | gravel        | Sara Errani Nuria Llagostera Vives                 | Alla Koedrjavtseva Anastasija Pavljoetsjenkova     | 2-6, 7-6, [10-4] |
| 2008-07-14 | Stanford        | Tier II  | 600.000    | hardcourt     | Cara Black Liezel Huber                            | Jelena Vesnina Vera Zvonarjova                     | 6-4, 6-3         |
| 2008-07-14 | Bad Gastein     | Tier III | 175.000    | gravel        | Andrea Hlaváčková Lucie Hradecká                   | Sesil Karatantcheva Nataša Zorić                   | 6-3, 6-3         |
| 2008-07-21 | Los Angeles     | Tier II  | 600.000    | hardcourt     | Chan Yung-jan Chuang Chia-jung                     | Eva Hrdinová Vladimíra Uhlířová                    | 2-6, 7-5, [10-4] |
| 2008-07-21 | Portorož        | Tier IV  | 145.000    | hardcourt     | Anabel Medina Garrigues Virginia Ruano Pascual     | Vera Doesjevina Jekaterina Makarova                | 6-4, 6-1         |
| 2008-07-28 | Montréal        | Tier I   | 1.340.000  | hardcourt     | Cara Black Liezel Huber                            | Maria Kirilenko Flavia Pennetta                    | 6-1, 6-1         |
| 2008-07-28 | Stockholm       | Tier IV  | 145.000    | hardcourt     | Iveta Benešová Barbora Záhlavová-Strýcová          | Petra Cetkovská Lucie Šafářová                     | 7-5, 6-4         |
| 2008-08-10 | Peking          | O.S.     | 0          | hardcourt     | Venus Williams Serena Williams                     | Anabel Medina Garrigues Virginia Ruano Pascual     | 6-2, 6-0         |
| 2008-08-11 | Cincinnati      | Tier III | 175.000    | hardcourt     | Maria Kirilenko Nadja Petrova                      | Hsieh Su-wei Jaroslava Sjvedova                    | 6-3, 4-6, [10-8] |
| 2008-08-18 | New Haven       | Tier II  | 600.000    | hardcourt     | Květa Peschke Lisa Raymond                         | Sorana Cîrstea Monica Niculescu                    | 4-6, 7-5, [10-7] |
| 2008-08-18 | Forest Hills    | Tier IV  | 74.800     | hardcourt     | Geen dubbelspeltoernooi                            | Geen dubbelspeltoernooi                            |                  |
| 2008-08-25 | US Open         | G.S.     | 9.350.000  | hardcourt     | Cara Black Liezel Huber                            | Lisa Raymond Samantha Stosur                       | 6-3, 7-6         |
| 2008-09-08 | Bali            | Tier III | 225.000    | hardcourt     | Hsieh Su-wei Peng Shuai                            | Marta Domachowska Nadja Petrova                    | 6-7, 7-6, [10-7] |
| 2008-09-15 | Tokio           | Tier I   | 1.340.000  | tapijt (i)    | Vania King Nadja Petrova                           | Lisa Raymond Samantha Stosur                       | 6-1, 6-4         |
| 2008-09-15 | Guangzhou       | Tier III | 175.000    | hardcourt     | Marija Koryttseva Tatjana Poetsjek                 | Sun Tiantian Yan Zi                                | 6-3, 4-6, [10-8] |
| 2008-09-22 | Peking          | Tier II  | 600.000    | hardcourt     | Anabel Medina Garrigues Caroline Wozniacki         | Han Xinyun Xu Yifan                                | 6-1, 6-3         |
| 2008-09-22 | Seoel           | Tier IV  | 145.000    | hardcourt     | Chuang Chia-jung Hsieh Su-wei                      | Vera Doesjevina Maria Kirilenko                    | 6-3, 6-0         |
| 2008-09-29 | Stuttgart       | Tier II  | 650.000    | hardcourt (i) | Anna-Lena Grönefeld Patty Schnyder                 | Květa Peschke Rennae Stubbs                        | 6-2, 6-4         |
| 2008-09-29 | Japan           | Tier III | 175.000    | hardcourt     | Jill Craybas Marina Erakovic                       | Ayumi Morita Aiko Nakamura                         | 4-6, 7-5, [10-6] |
| 2008-09-29 | Tasjkent        | Tier IV  | 145.000    | hardcourt     | Ioana Raluca Olaru Olha Savtsjoek                  | Nina Brattsjikova Kathrin Wörle                    | 5-7, 7-5, [10-7] |
| 2008-10-06 | Moskou          | Tier I   | 1.340.000  | tapijt (i)    | Nadja Petrova Katarina Srebotnik                   | Cara Black Liezel Huber                            | 6-4, 6-4         |
| 2008-10-13 | Zürich          | Tier II  | 600.000    | hardcourt (i) | Cara Black Liezel Huber                            | Anna-Lena Grönefeld Patty Schnyder                 | 6-1, 7-6         |
| 2008-10-20 | Linz            | Tier II  | 600.000    | hardcourt (i) | Katarina Srebotnik Ai Sugiyama                     | Cara Black Liezel Huber                            | 6-4, 7-5         |
| 2008-10-20 | Luxemburg       | Tier III | 225.000    | hardcourt (i) | Sorana Cîrstea Marina Erakovic                     | Vera Doesjevina Marija Koryttseva                  | 2-6, 6-3, [10-8] |
| 2008-10-27 | Québec          | Tier III | 175.000    | hardcourt (i) | Anna-Lena Grönefeld Vania King                     | Jill Craybas Tamarine Tanasugarn                   | 7-6, 6-4         |
| 2008-11-03 | Doha            | WTA      | 4.450.000  | hardcourt     | Cara Black Liezel Huber                            | Květa Peschke Rennae Stubbs                        | 6-1, 7-5         |

## Gemengd dubbelspel
| Week van   | Plaats          | Cat. | ($)           | Ondergrond    | Winnaars                     | Verliezend finalisten             | Uitslag  |
| ---------- | --------------- | ---- | ------------- | ------------- | ---------------------------- | --------------------------------- | -------- |
| 2007-12-29 | Hopman Cup      | ITF  | 1.000.000 AU$ | hardcourt (i) | Serena Williams Mardy Fish   | Jelena Janković Novak Đoković     | 2-1      |
| 2008-01-14 | Australian Open | G.S. | 8.000.000     | hardcourt     | Sun Tiantian Nenad Zimonjić  | Sania Mirza Mahesh Bhupathi       | 7-6, 6-4 |
| 2008-05-26 | Roland Garros   | G.S. | 9.711.335     | gravel        | Viktoryja Azarenka Bob Bryan | Katarina Srebotnik Nenad Zimonjić | 6-2, 7-6 |
| 2008-06-23 | Wimbledon       | G.S. | 10.524.070    | gras          | Samantha Stosur Bob Bryan    | Katarina Srebotnik Mike Bryan     | 7-5, 6-4 |
| 2008-08-25 | US Open         | G.S. | 9.350.000     | hardcourt     | Cara Black Leander Paes      | Liezel Huber Jamie Murray         | 7-6, 6-4 |

## Primeurs
Speelsters die in 2008 hun eerste WTA-enkelspeltitel wonnen:
- Kateryna Bondarenko (Oekraïne) in Birmingham, Engeland
- Alizé Cornet (Frankrijk) in Boedapest, Hongarije
- Sara Errani (Italië) in Palermo, Italië
- Aleksandra Wozniak (Canada) in Stanford, CA, VS
- Caroline Wozniacki (Denemarken) in Stockholm, Zweden
- Sorana Cîrstea (Roemenië) in Tasjkent, Oezbekistan

## Statistiek van toernooien

### Toernooien per ondergrond
| ondergrond   | aantal | buiten/binnen | aantal |
| ------------ | ------ | ------------- | ------ |
| hardcourt    | 34     | buiten        | 28     |
| hardcourt    | 34     | binnen        | 6      |
| gravel       | 16     | buiten        | 16     |
| gravel       | 16     | binnen        | 0      |
| groen gravel | 1      | buiten        | 1      |
| gras         | 4      | buiten        | 4      |
| tapijt       | 4      | binnen        | 4      |
| TOTAAL       | 59     |               |        |

## Bron
- (en)  Overzicht WTA-Tour 2008 op de officiële website

1971 · 1972 · 1973 · 1974 · 1975 · 1976 · 1977 · 1978 · 1979 · 1980 · 1981 · 1982 · 1983 · 1984 · 1985 · 1986 · 1987 · 1988 · 1989 · 1990 · 1991 · 1992 · 1993 · 1994 · 1995 · 1996 · 1997 · 1998 · 1999 · 2000 · 2001 · 2002 · 2003 · 2004 · 2005 · 2006 · 2007 · 2008 · 2009 · 2010 · 2011 · 2012 · 2013 · 2014 · 2015 · 2016 · 2017 · 2018 · 2019 · 2020 · 2021 · 2022 · 2023 · 2024 · 2025